# Interstate H-1
L'Interstate H-1 (H-1) è un'autostrada statunitense della Interstate Highway che si estende per 43,71 chilometri sull'isola hawaiana di Oahu, collegando il centro abitato di Kahala, nella periferia est di Honolulu, con Kapolei. A est termina con la Hawaii Route 72 a Wahiawa, mentre a ovest termina con la Hawaii Route 93 a Wahiawa.
È anche nota come Queen Lili'uokalani Freeway.